# Municipio de Cass (condado de Cass)
El municipio de Cass (en inglés: Cass Township) es un municipio ubicado en el condado de Cass en el estado estadounidense de Iowa. En el año 2010 tenía una población de 652 habitantes y una densidad poblacional de 7,06 personas por km².

## Geografía
El municipio de Cass se encuentra ubicado en las coordenadas 41°16′53″N 95°6′8″O / 41.28139, -95.10222. Según la Oficina del Censo de los Estados Unidos, el municipio tiene una superficie total de 92.32 km², de la cual 92,27 km² corresponden a tierra firme y (0,06 %) 0,05 km² es agua.

## Demografía
Según el censo de 2010, había 652 personas residiendo en el municipio de Cass. La densidad de población era de 7,06 hab./km². De los 652 habitantes, el municipio de Cass estaba compuesto por el 96,93 % blancos, el 0,92 % eran amerindios, el 0,92 % eran de otras razas y el 1,23 % eran de una mezcla de razas. Del total de la población el 2,3 % eran hispanos o latinos de cualquier raza.